# 신연중학교
신연중학교(新延中學校)는 대한민국 서울특별시 서대문구 연희동에 있는 공립 중학교이다.

## 학교 연혁
- 1986년 12월 5일 : 신연중학교 설립 인가
- 1987년 2월 11일 : 신입생 배정(남자 6학급, 여자 4학급)
- 1987년 3월 1일 : 초대 공구영 교장 취임
- 1987년 3월 3일 : 제1회 신입생 입학식
- 1990년 2월 14일 : 제1회 졸업식 (579명)
- 1996년 11월 8일 : 영재관 준공식
- 2004년 11월 23일 : 정보관 개관
- 2023년 2월 3일 : 제34회 졸업식(131명)
- 2023년 3월 2일 : 제37회 입학식(145명)
- 2023년 3월 2일 : 제14대 정수 교장 취임

## 참고 자료
- 신연중학교 - 한국교육학술정보원 학교알리미